# 씨엔씨티에너지
씨엔씨티에너지는 대전광역시의 도시가스 공급 업체이다.
전신은 충남도시가스로, 현재는 도시가스, 열, 전기를 제공하는 종합 에너지서비스 회사이다.
대전광역시와 계룡시 도시가스를 독점하여 제공하고 있다.

## 본점 및 지점 현황
- 본점: 대전광역시 중구 유등천동로 762 (중촌동)
- 계룡사업소: 충청남도 계룡시 엄사면 계룡대로 468

## CI
|                 |
| 2000년 ~ 2005년 |

|                 |
| 2005년 ~ 2011년 |

|               |
| 2017년 ~ 현재 |